# Reutlingen
Reutlingen település Németországban, azon belül Baden-Württembergben. Lakosainak száma 118 528 fő (2023. december 31.). Reutlingen Pfullingen és Eningen unter Achalm községekkel határos.

## Népesség
A település népessége az elmúlt években az alábbi módon változott:
| Lakosok száma | 77 446 | 88 648 | 96 157 | 95 774 | 98 853 | 107 782 | 110 650 | 112 458 | 111 357 | 118 528 |
|               | 1961   | 1968   | 1974   | 1981   | 1987   | 1994    | 2000    | 2007    | 2013    | 2023    |

## Fekvése
A Sváb-Alb hegység lábánál, az Echaz folyócskánál fekvő település.

## Története

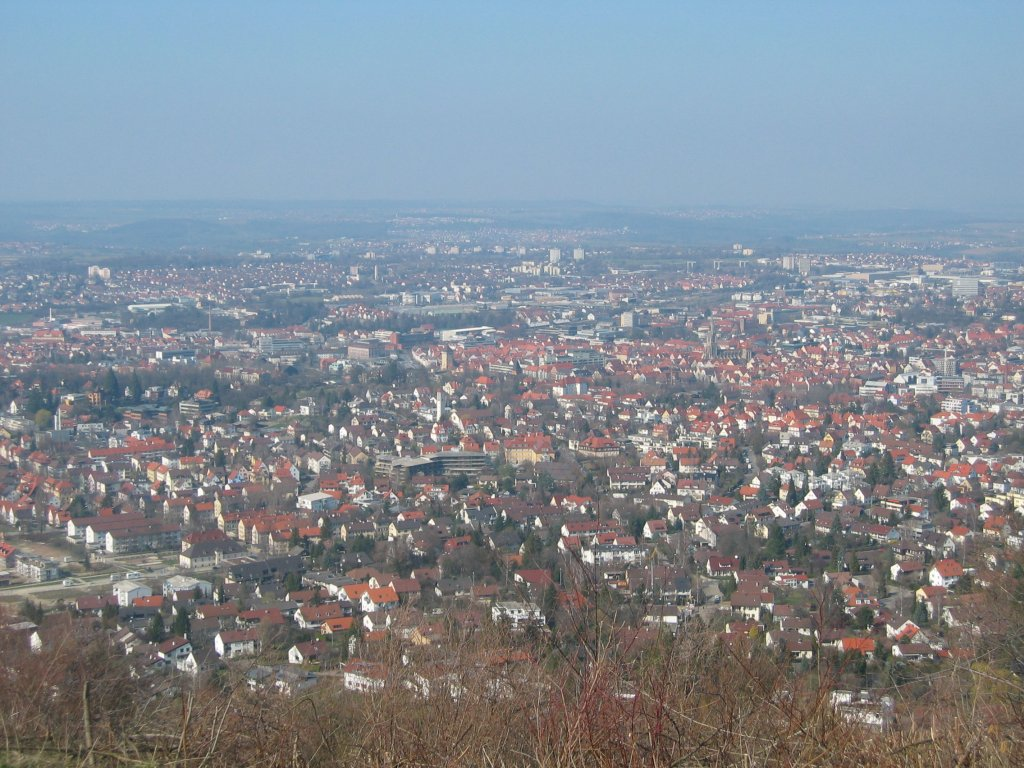
Reutlingen látképe

A településnek már 1180 körül piacjoga, 1210-től pedig már városjoga is volt. Sváb-Alb vidékre kirándulóknak is.

### Óváros
A város nagy része 1726-ban egy nagy tűzvészben leégett, ezért az óváros mai képére a 18. század közepének stílusa jellemző. A második világháború kárait nagyvonalú újjáépítésekkel hozták helyre.
Az óváros egyik jellegzetes pontja a Főpályaudvar (Hauptbahnhof) parkos előtere. Itt áll Friedrich List (1789-1846) közgazdász és gazdaságpolitikus emlékműve. A szobor mellett nyílik a modern nagyvárosi Karlstrasse. Innen az aluljárón átmenve észak felé jutunk a Wilhelmstrasséhoz, Reutingen főutcájához, amely az Óváros főutcája is volt. Itt az utca eleje körül jobb oldalon áll az evangélikus Mária-rend 1358-ban épült szerény Nikolai-temploma. A templom előtt pedig a város két legjelentősebb céhének a tímároknak és kelmefestőknek a kútja áll.
A Wilhelmstrassét keresztező Markplatz délnyugati oldalán álló 1966-ban felavatott épületben találhatók – a Városházán kívül – a városi hivatalok. A Piaci-kút (Marktbrunnen) szobra II. Miksa császárt ábrázolja, aki visszaadta 1570-ben a város régi jogait.

## Nevezetességek
- Kórház-templom (Spitalkirche) – a Wilhelmstrasse bal oldalán áll, 1333-ban építettek. A templom legfigyelemreméltóbb helye a portál.
- Mária-templom (Marienkirche) – tornya 73 méter magas. Építését 1247-ben késő román stílusban kezdték, a tornyot 1343-ban gótikus stílusban fejezték be. A négyzetes alaprajzú szolid torony érdekesen kiképzett kőcsipkézetes piramisban végződik. Ez a Felső-Neckar terület első olyan temploma, amelyben a gótika már teljesen kifejezésre jutott és így mintául szolgált a környék több temploma számára is. A középső hajó támasztóívei bazilikára jellemzőek és egyedülállóak. Gazdagon tagolt oszlopai uralják a belső képet. Az oldalfalak ívsorai is különlegesek. A hosszhajó egyik falát pedig gótikus festmények díszítik. Belső berendezéséből kevés maradt meg, így közülük a legjelentősebb a Szent sír a 16. századból és az 1499-ből való dombormű díszítette Keresztelő kő; mindkettő késő gótikus stílusú és sváb szobrászok munkája.
- Templom-kút (Kirchbrunnen) – az 1561-es mű utánzata és II. Frigyes császár szobra díszíti.
- Mezőgazdasági Szakiskola – 1727-ben épült, barokk favázas ház.
- Hársfa-kút (Lindenbrunnen) – a kút melletti Jos-Weiss-Strasszéba kanyarodó út a régi városfal és a Jég-torony (Eisturm) mellett vezet a középkori várost körülvevő egykori árokig (Lebergraben) vezet.
- Mezitlábasok kolostora (Barfüsserkloster) – az egykori kolostor 16. századi favázas építmény, melyben a Friedrich List gimnázium kapott helyet.
- A világ legszűkebb utcája (Engste Strasse der Welt) – mindössze 31 cm széles kis utca a belvárosban, a Speuerhofstrasse-nàl.

## Itt születtek, itt éltek
- Friedrich List (Reutlingen, 1789. augusztus 6. – Kufstein, 1846. november 30.) – német közgazdász, gazdaságpolitikus,
- Julius Wagner (1882–1952) – német-svájci atléta,
- Friedrich Schlotterbeck (1909–1979) – politikus, szerző és író,
- Mellow Mark (* 1974) – rap- reggae- és soul zenész,
- Ole Bischof (* 1979) – cselgáncsozó,
- Sebastian Nerz (* 1983) – A PIRATEN elnöke,
- Jürgen Mössmer (* 1989) – brazil származású német labdarúgó.

### Itt hunyt el
- Eduard Lucas (1816 – 1882) német pomológus.

## Galéria

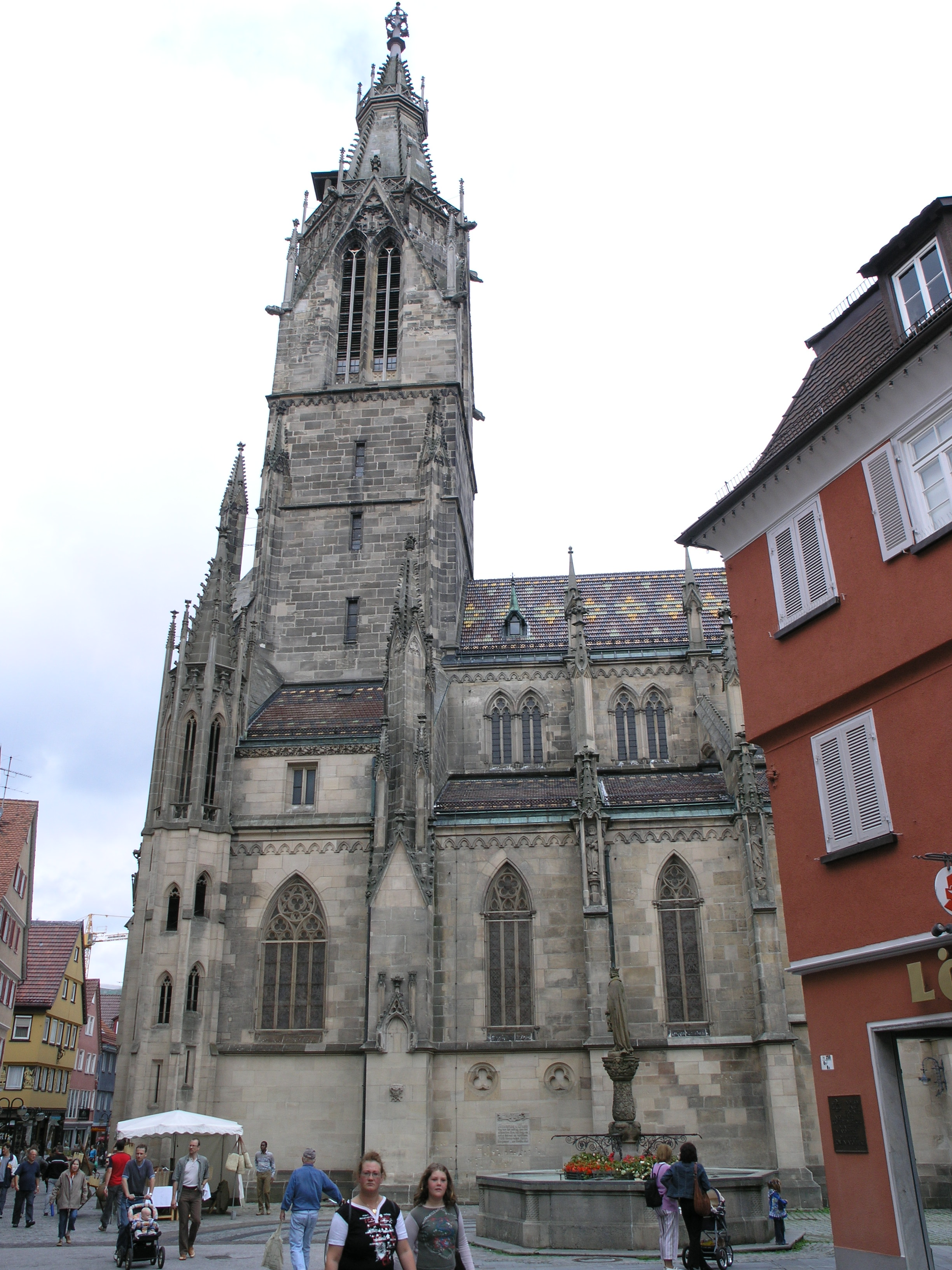
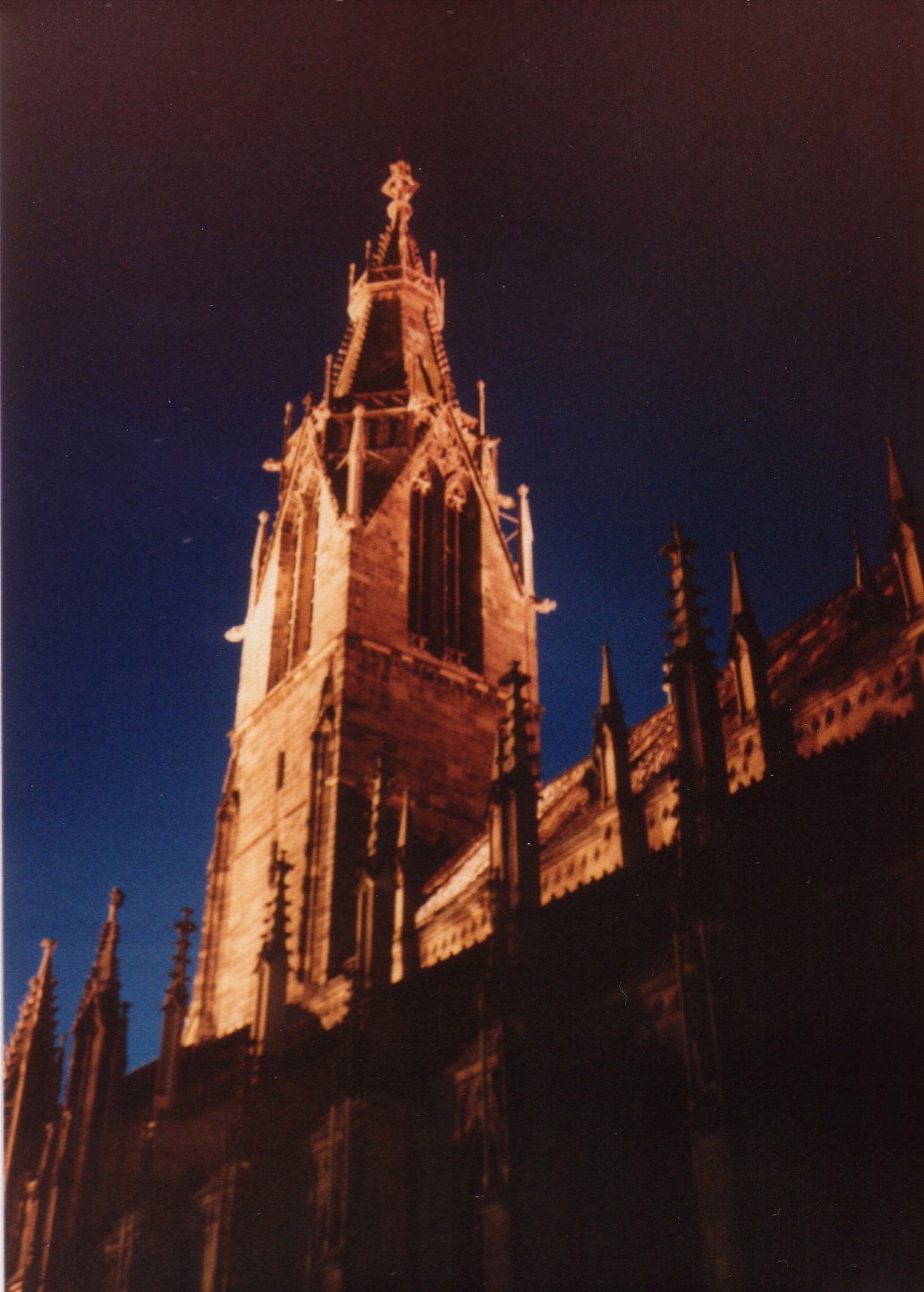
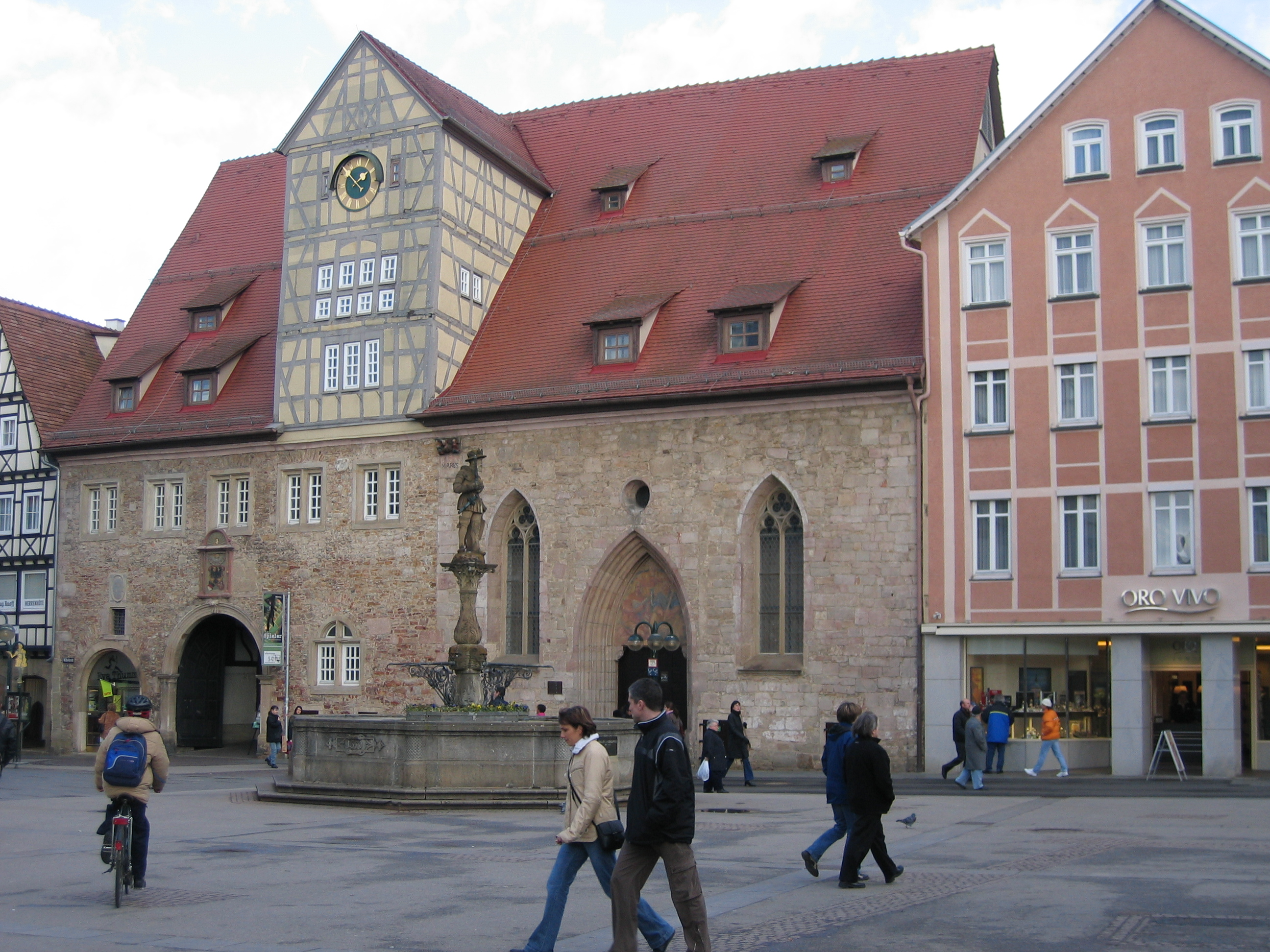
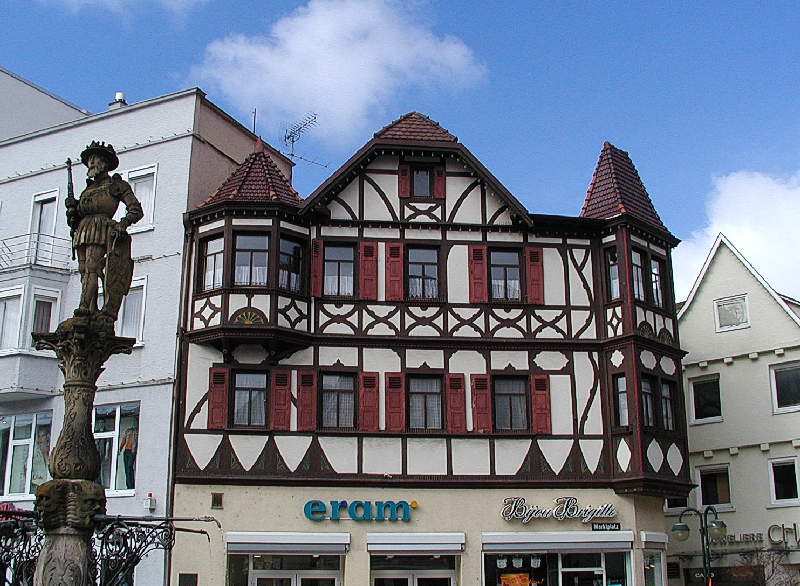
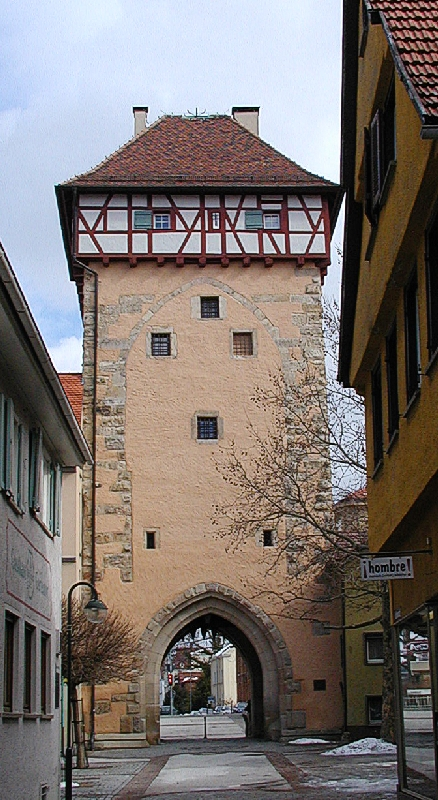
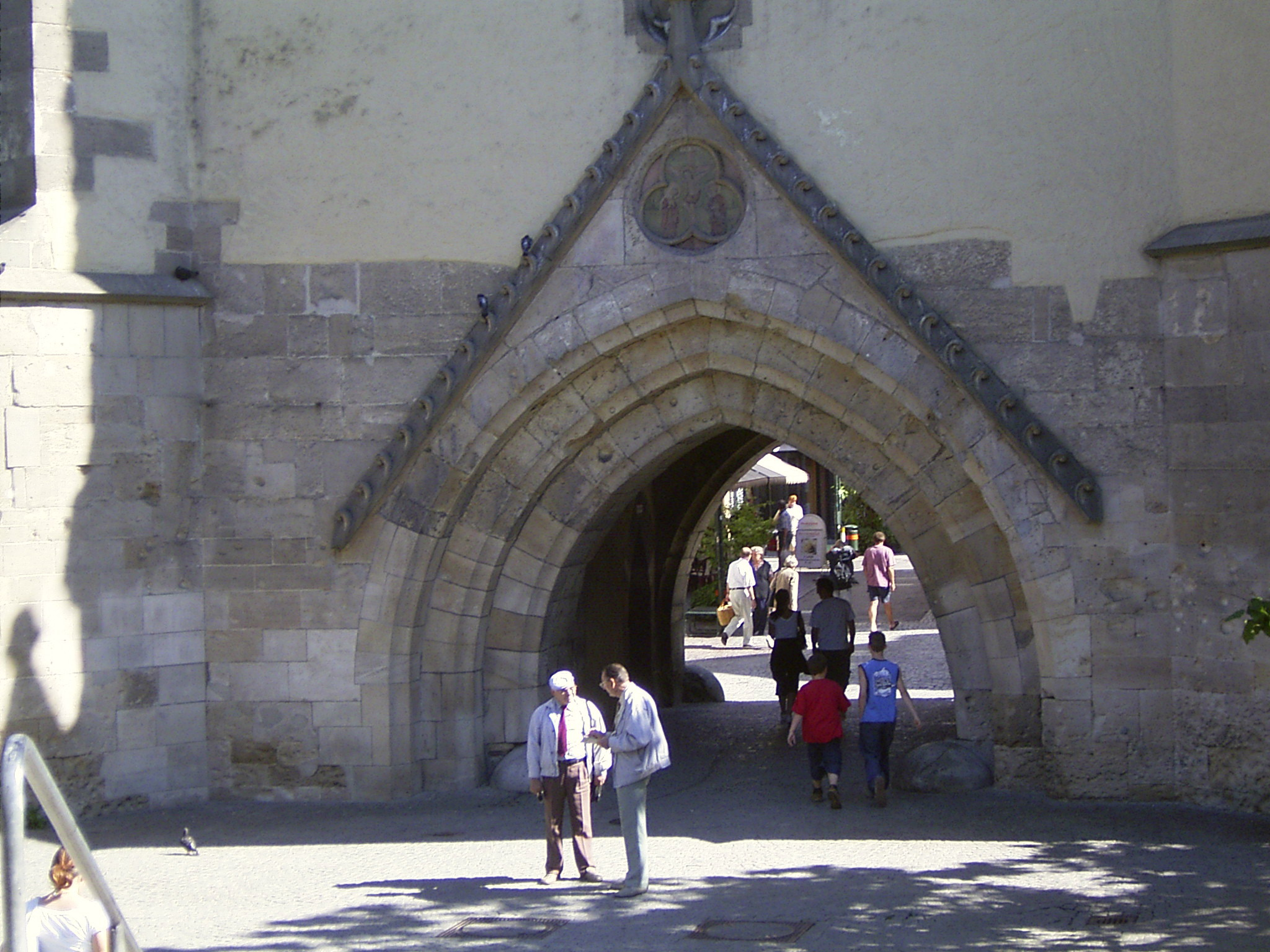
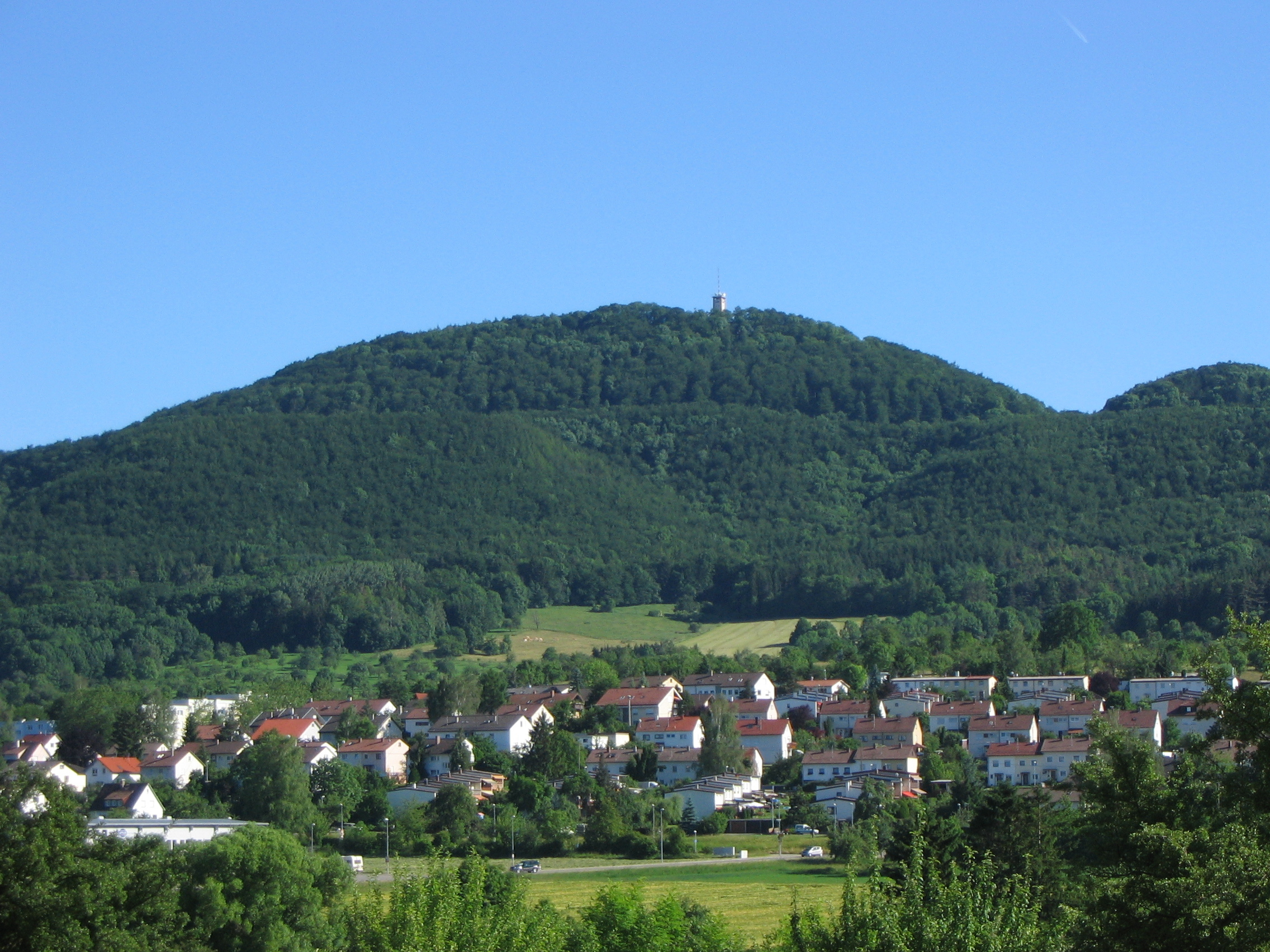
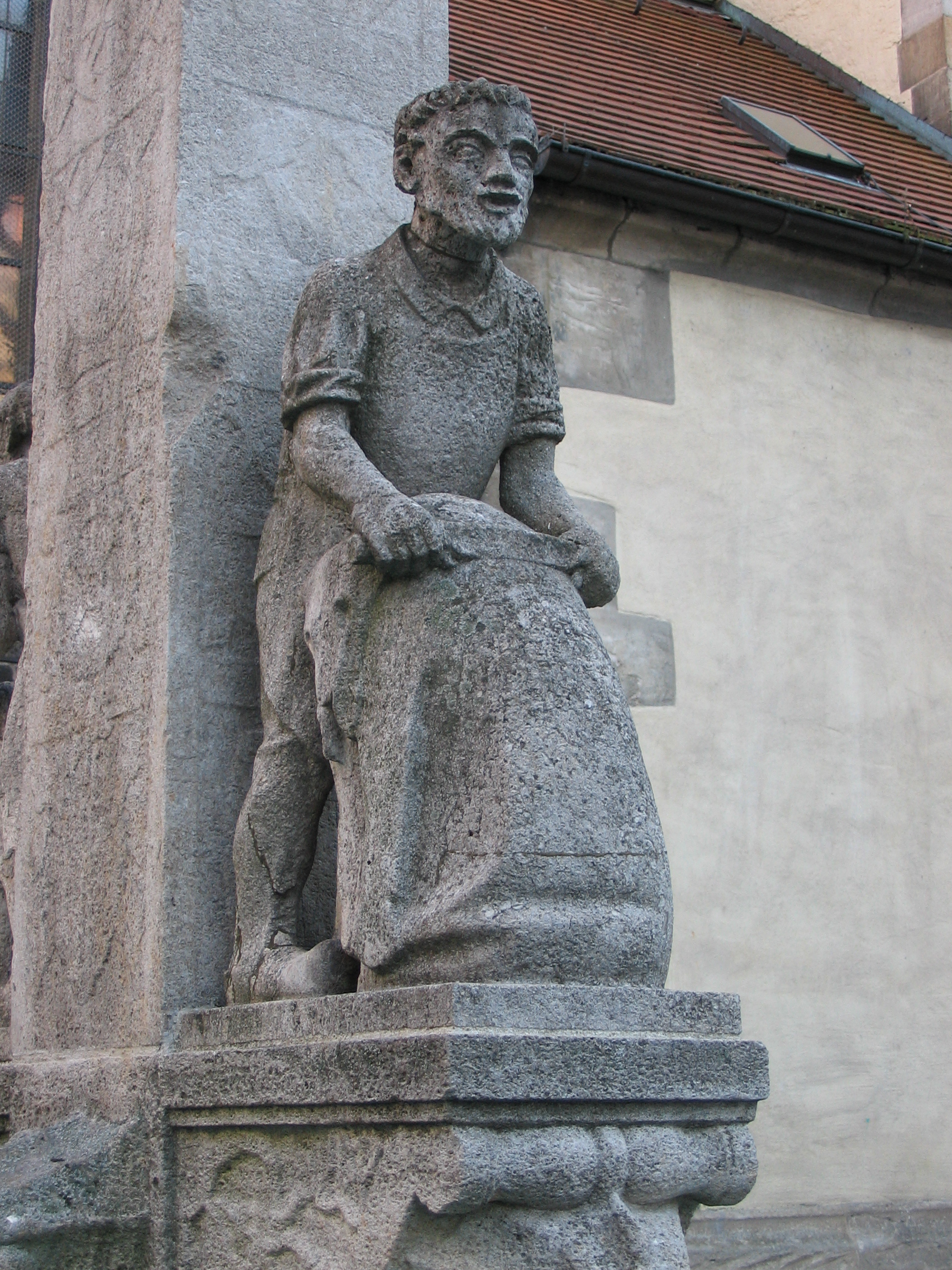
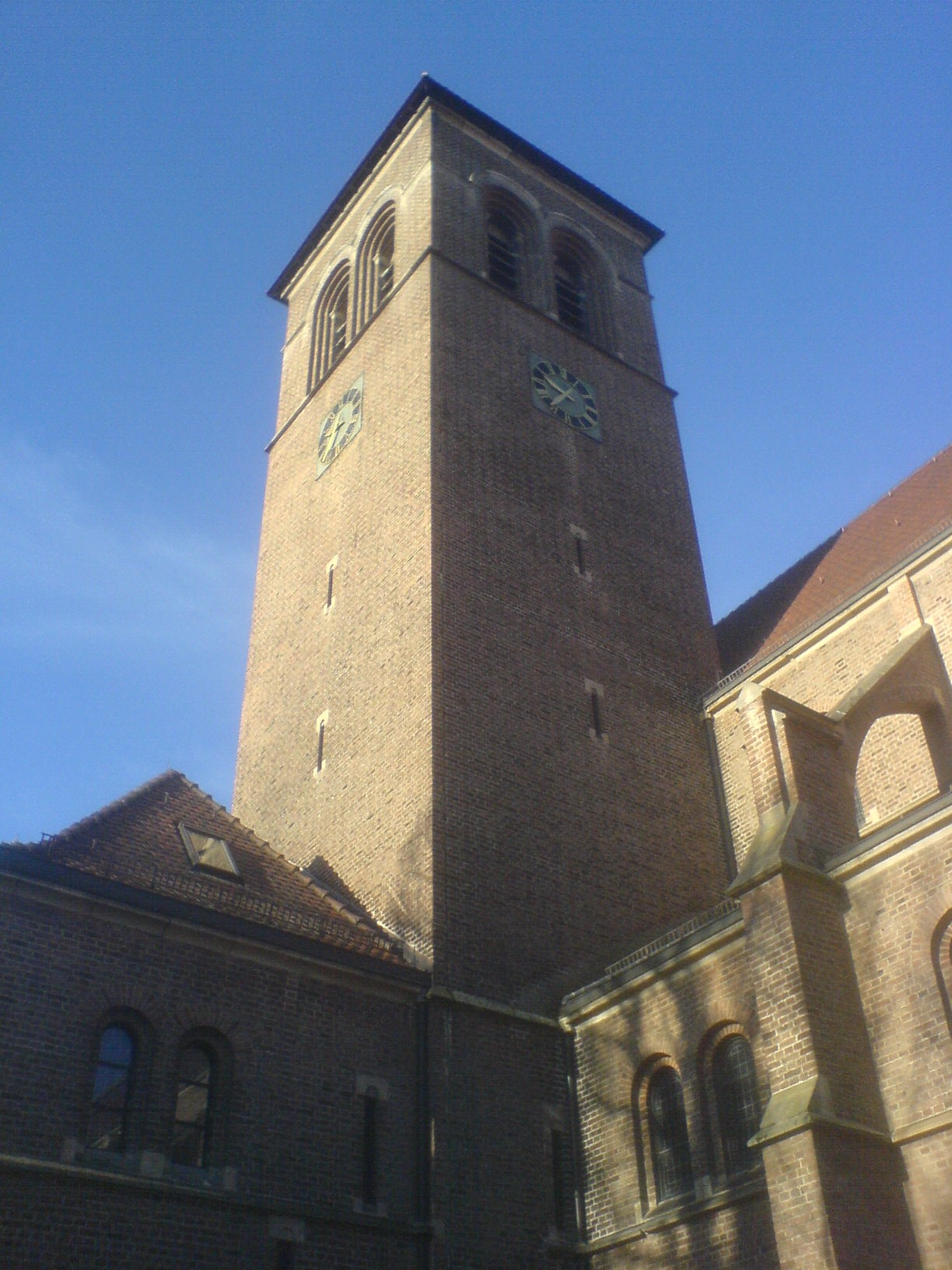
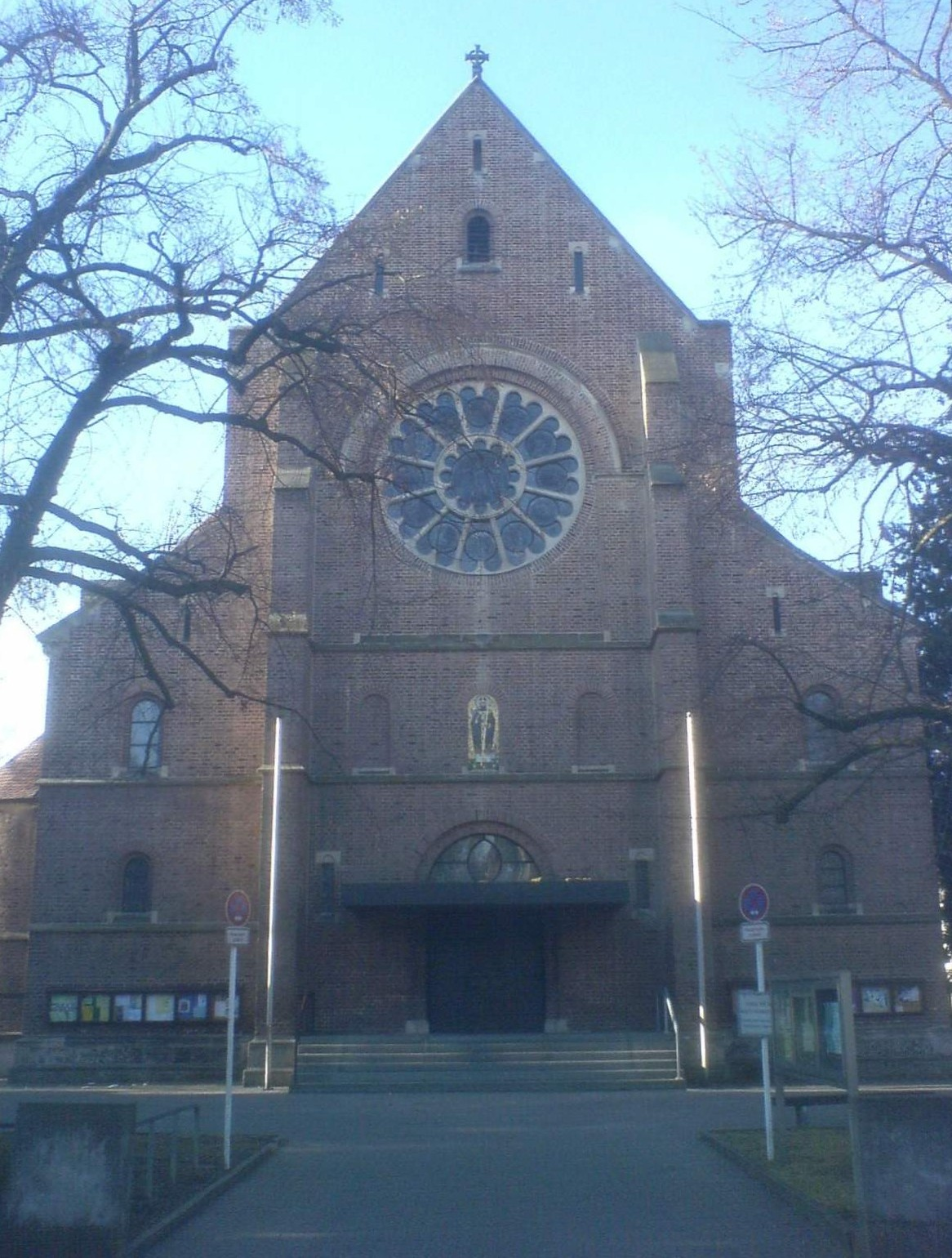
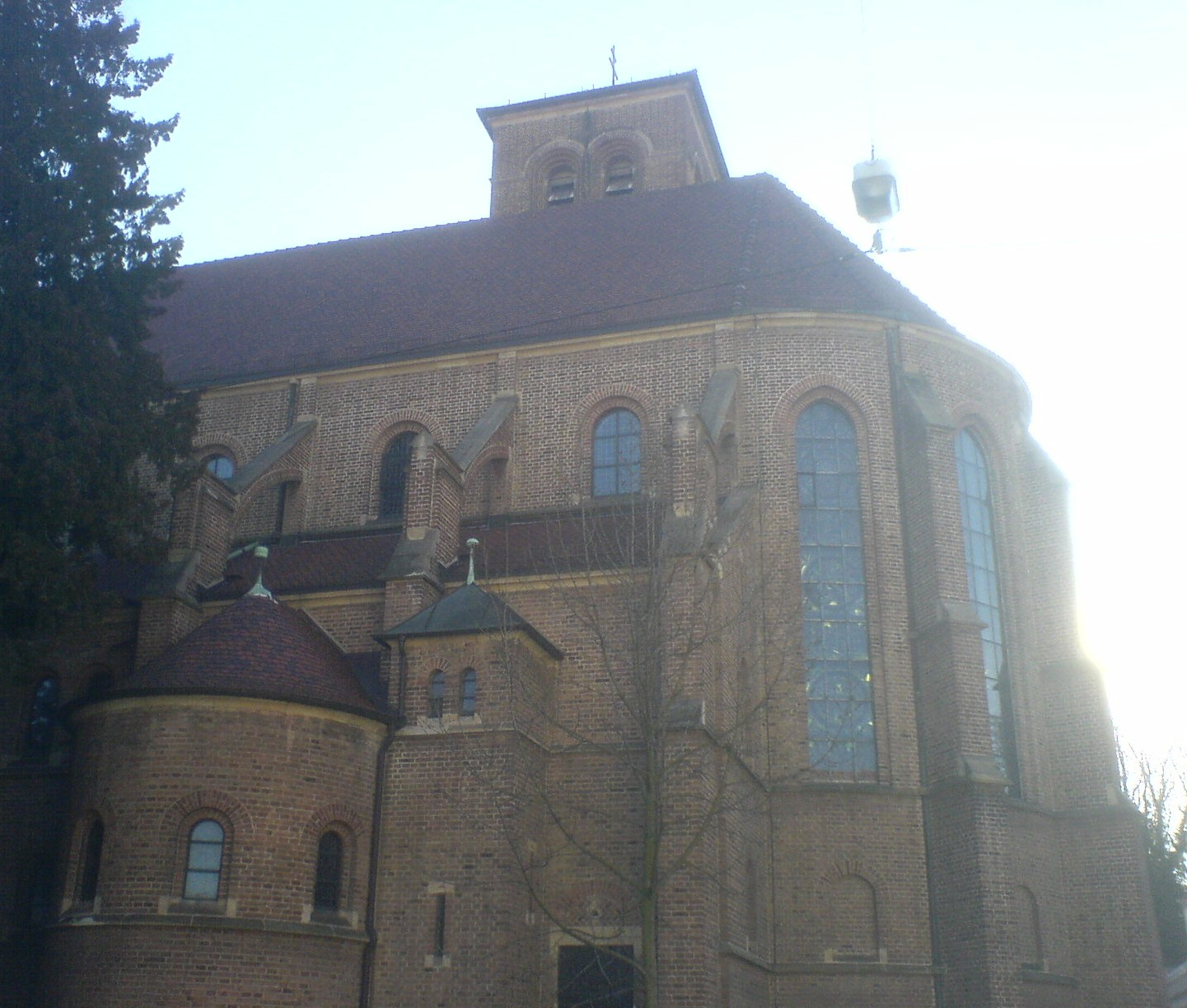